# 체이스 필드하우스
체이스 필드하우스(영어: Chase Fieldhouse)는 미국 델라웨어주 윌밍턴에 위치한 실내 경기장이다. 현재 G 리그 델라웨어 블루코츠의 홈경기장으로 사용하고 있다.